# Portrait de madame Charpentier
Le Portrait de madame Charpentier (ou Madame Georges Charpentier) est un des tableaux les plus connus du peintre français Renoir. Il est réalisé en peinture à l'huile sur toile de 46,5 × 38 cm. Il a été peint entre 1876 et  1877. Il se trouvait au Musée du Jeu de Paume avant d'être conservé au Musée d'Orsay, à Paris.

## Technique
Ce portrait est encore réalisé selon une technique impressionniste. Il s'agit d'une toile préparatoire ou une ébauche d'une autre œuvre majeure, Madame Charpentier et ses enfants (Metropolitan Museum de New York). La femme peinte, sur un fond sombre, se retourne vers sa gauche, comme si elle écoutait la conversation d'une personne située de ce même côté. La protagoniste était l'épouse de Georges Charpentier, fameux éditeur de musique, dont les salons abritaient des réunions de politiques, intellectuels et artistes.